# Рио Браво (Тексас)
Рио Браво (енгл. Rio Bravo) град је у америчкој савезној држави Тексас. По попису становништва из 2010. у њему је живело 4.794 становника.

## Демографија
Према попису становништва из 2010. у граду је живело 4.794 становника, што је 759 (13,7%) становника мање него 2000. године.
| Група             | 2000.         | 2010.         |
| Белци             | 113 (2,0%)    | 44 (0,9%)     |
| Афроамериканци    | 19 (0,3%)     | 5 (0,1%)      |
| Азијати           | 1 (0,0%)      | 4 (0,1%)      |
| Хиспаноамериканци | 5.425 (97,7%) | 4.741 (98,9%) |
| Укупно            | 5.553         | 4.794         |